# Снегурочка (мультфильм, 2006)
«Снегурочка» — российский кукольный мультфильм 2006 года по одноимённой пьесе А. Н. Островского. Режиссёр Мария Муат создала мультфильм на студии «Анимос» в проекте «Русская классика — детям».

## Сюжет
Мультфильм 2006 года представляет собой максимально сжатое изложение классической пьесы Островского. Критик Екатерина Зуева пишет:

«Снегурочка» Марии Маут, где вся пьеса Островского вместилась в 26 минут экранного времени только лишь благодаря вышелушенной до ядра идее плодородного и наивного язычества. И куклы — ядреные, девственно сексуальные, а голоса на озвучке — молодые, ломающиеся. В свете грозного божества Ярилы, отвернувшегося от вырождающегося народца, который почти разучился любить согласно природным законам, что заразил разбойничьего вида Мизгиря, естественным образом гибнет субтильная Снегурочка — морок, наваждение, имитация плоти и крови.

## Создатели
- Автор сценария: Владимир Голованов
- Режиссёр: Мария Муат
- Художник-постановщик: Марина Курчевская
- Оператор: Александр Бетев
- Композиторы: Игорь Назарук, Леонид Павлёнок
- Особая благодарность Психо-фолк группе «НагУаль»
- Звукорежиссёр: Виктор Брус
- Аниматоры: Алла Соловьёва, Милана Федосеева, Дмитрий Новосёлов
- Куклы и декорации изготовили: Геннадий Богачёв, Владимир Шафранюк, Анатолий Гнединский, Игорь Хилов, Николай Закляков, Елена Покровская, Нина Виноградова, Ольга Усачёва, Владимир Маслов, Виктор Пиунов, Михаил Колтунов, Галина Круглова
- Компьютерная обработка: Владимир Березовой, Михаил Тумеля
- Монтажёры: Александр Ипполитов, Людмила Коптева
- Продюсер: Тенгиз Семёнов
- Роли озвучивали:
  - Галина Тюнина — Весна-красна
  - Максим Литовченко — Мороз
  - Полина Агуреева — Снегурочка, их дочь
  - Карен Бадалов — Царь Берендей
  - Сергей Пускепалис — Лель, пастух
  - Полина Кутепова — Купава
  - Кирилл Пирогов — Мизгирь, торговый гость
  - Юрий Степанов — Бобыль / Леший
  - Мадлен Джабраилова — Бобылиха, его жена
  - Тагир Рахимов — Бермята, боярин
- Создатели приведены по титрам мультфильма

## Награды
- Ника (2007) — Лучший анимационный фильм[2]
- XII Открытый российский фестиваль анимационного кино (Суздаль, 2007) — Приз жюри «Лучший мультипликат»[3]
- XVII Международный кинофестиваль документальных, короткометражных игровых и анимационных фильмов «Послание к Человеку» (Санкт-Петербург, 2007) — Диплом[4]
- XV фестиваль российского кино «Окно в Европу» (Выборг, 2007) — Дипломом «За предчувствие праздника» награждена Марина Курчевская — художник-постановщик фильма «Снегурочка» (реж. Мария Муат)[5].